# سیارک ۴۲۹۸۱
سیارک ۴۲۹۸۱ (به انگلیسی: 42981 Jenniskens، نامگذاری:1999TY224) چهل و دو هزار و نهصد و هشتاد و یکمین سیارک کشف شده‌است که در ۲ اکتبر ۱۹۹۹ کشف شد.